# Oradour, Cantal

Oradour este o comună în departamentul Cantal, Franța. În 1 ianuarie 2018 avea o populație de 243 de locuitori.